# 肖毅
肖毅（1962年5月—），江西赣州人，汉族，中华人民共和国政治人物、第十一届全国人民代表大会江西地区代表。

## 生平
1981年9月参加工作，1984年8月加入中国共产党。毕业于中央党校在职研究生班政治学理论专业。曾在崇义县、上犹县、龙南县工作。1996年6月任瑞金市委副书记、代市长（1997年1月转正）；2001年1月担任瑞金市委书记。2003年6月任赣州市副市长，次年4月任赣州市委常委。2006年11月，调任江西省人民政府驻北京办事处副主任、党组副书记；次年7月任江西省人民政府驻北京办事处主任、党组书记。2008年起担任全国人大代表。2009年8月，兼任江西省政府副秘书长。2015年4月调任抚州市委书记。2018年1月，当選江西省政协副主席。
2021年5月，他因涉嫌严重违纪违法接受中央纪委国家监委纪律审查和监察调查。同年11月，遭到开除党籍、开除公职处分。双开通报中首次出现了“滥用职权引进和支持企业从事不符合国家产业政策要求的虚拟货币‘挖矿’活动”的内容。
根据媒体报道，肖毅与苏荣、史文清等同样曾经任职于江西省案有关，苏荣落马后供出的送礼名单就包括肖毅。肖毅担任赣州市副市长期间，与其上司江西省委常委、赣州市委书记潘逸阳关系密切。肖毅担任瑞金市委书记时，曾搞了一次领导干部家属“廉内助”评选，最后肖毅之妻在瑞金得票第一，这件事在事后看来十分讽刺。
2023年1月8日，由中央纪委国家监委宣传部与中央广播电视总台联合摄制的四集电视专题片《永远吹冲锋号》第二集《政治监督》播出了肖毅電視認罪片段。据电视节目的介绍，肖毅在主政抚州期间将位于市内高新技术开发区的九木集团创世纪科技有限公司奉为抚州市“数字经济”产业的一张“名片”，对外宣扬它是搞“大数据”“云计算”的高新科技公司。然而，肖毅其实明知该企业真正从事的是虚拟货币计算生产业务，俗称“挖矿”。另外在2017年上半年，肖毅不顾实际情况，盲目举债，盲目决策，投资30多亿元建成了相关的汽车产业园。但是因为他们生产的是传统的燃油车，本身品牌没有竞争力，生产了几千台以后便停产，造成投产即停产。
2023年8月22日，浙江省杭州市中级人民法院以受贿罪、滥用职权罪（1.25亿余元，其中5782万余元尚未实际取得）判处二罪判处肖毅无期徒刑，剥夺政治权利终身，并处没收个人全部财产；其受贿所得财物及其孳息皆遭追缴并上缴国库。